# Daimler s'en va
Daimler s'en va est un roman de Frédéric Berthet paru le 3 juin 1988 aux Éditions Gallimard. Il a reçu le prix Roger-Nimier l’année suivante.

## Réception critique
À plusieurs reprises, Jean Echenoz a indiqué l’estime et l’intérêt qu’il porte à ce roman et l’importance qu’il a eu pour sa propre écriture,. Cet engouement est partagé également par un certain nombre d’écrivains et de lecteurs.

## Éditions
- Daimler s'en va, Éditions Gallimard, Coll. « L'Infini », 1988  (ISBN 9782070713660)[4].
- Daimler s'en va, préf. Jérôme Leroy, Éditions de la Table ronde, Coll. « La Petite Vermillon » no 41, 2018  (ISBN 9782710387886).